# Gobernador de Morelos
El Gobernador del Estado Libre y Soberano de Morelos es el titular del poder ejecutivo en el Estado de Morelos (México), siendo este poder depositado en un solo individuo, según la Constitución del Estado de Morelos. Es electo mediante elección popular y directa para un periodo de seis años no reelegibles en ningún caso, y solo es renunciable por causas graves, aprobadas por el Congreso.

## Historia
El estado de Morelos fue creado en el año de 1869, por lo cual toda su vida como entidad federativa ha transcurrido dentro del sistema federal (las constituciones de 1857 y 1917) y, por este motivo, no ha tenido periodos históricos con la denominación de departamento, como sí ha ocurrido, en cambio, con otras entidades del país.
La República Restaurada es el periodo histórico comprendido entre la derrota del Segundo Imperio Mexicano en 1867 y el primer período presidencial de Porfirio Díaz iniciado en 1876. Durante este periodo se crea el estado de Morelos mediante el Decreto de Erección del Estado de Morelos, por el presidente Benito Juárez; el día 17 de abril de 1869. Fue nombrado Pedro Sáinz de Baranda como gobernador provisional. 
Se denomina Porfiriato al periodo durante el cual gobernó el país el general Porfirio Díaz en forma intermitente desde 1876 hasta mayo de 1911. Con la pequeña interrupción del presidente Manuel González Flores, quien gobernó de 1880 a 1884. Fue un periodo de estabilidad y progreso económico en el país, pero también con severas desigualdades sociales. 
Durante la Revolución mexicana la inestabilidad política no permitió el ejercicio del gobierno de ninguno de los tres poderes de Morelos (ejecutivo, legislativo y judicial), durante este período desfilaron una serie de gobernadores; todos provisionales y de diferentes corrientes revolucionarias: villistas, convencionistas, carrancistas.
En 1930, con la toma de posesión de Vicente Estrada Cajigal quedaron instaurados los tres poderes de gobierno.

## Facultades y obligaciones
La constitución del Estado de Morelos define los deberes y poderes del gobernador:
I.- Presentar al Congreso las iniciativas de Leyes o decretos que estime convenientes;
II.- Hacer observaciones a los proyectos de Leyes o decretos que apruebe y le remita el Congreso;
III.- Pedir a la Diputación Permanente que convoque al Congreso a sesiones extraordinarias, si la urgencia e importancia del asunto así lo requieren;
IV.- Nombrar, remover y conceder licencias a los servidores públicos, así como a los demás trabajadores al servicio del Poder Ejecutivo, con arreglo a las leyes a que se refiere la fracción XX del Artículo 40 de esta Constitución.
V.- Como responsable de la administración pública y de la hacienda pública, cuidar de la legal recaudación e inversión de los caudales públicos;
VI.- derogada;
VII.- Conceder o negar indulto con arreglo a la Ley, a los reos sentenciados por los Tribunales del Estado;
VIII.- Imponer como corrección, arresto hasta por treinta y seis horas o multa; pero si el infractor no pagare la multa que se le hubiere impuesto, se permutará ésta por el arresto correspondiente, que no excederá en ningún caso de treinta y seis horas;
IX.- Visitar el Estado en sus correspondientes municipios, ya sea personalmente o por medio de servidores públicos en los que delegue su representación.
Dentro del proceso de la planeación y programación democrática, así como de las acciones de evaluación y los ajustes que de ello puedan derivarse, las visitas y en general todas las acciones deberán considerar invariablemente la presencia y participación del Presidente Municipal del lugar al que corresponda, del diputado local del distrito respectivo y de la Comisión que del H. Congreso del Estado corresponda;
X.- Convocar a elecciones de Congreso, únicamente en los casos de los artículos 68 y 69 de esta Constitución;
XI.- Conceder licencia a los funcionarios y empleados cuyo nombramiento y remoción dependen del Ejecutivo, para separarse de sus respectivos encargos;
XII.- Excitar a los Poderes de la Unión para que presten protección al Estado, conforme al artículo 119 de la Constitución Política de los Estados Unidos Mexicanos;
XIII.- Derogada.
XIV.- Impedir los abusos de la fuerza armada contra los ciudadanos y los pueblos, haciendo efectiva la responsabilidad en que aquélla incurriere;
XV.- En el ámbito de su competencia, expedir y certificar títulos profesionales de acuerdo con los requisitos que establezcan las leyes respectivas;
XVI.- Publicar y hacer publicar las Leyes federales;
XVII.- Promulgar y hacer cumplir las Leyes o decretos del Congreso del Estado, proveyendo en la esfera administrativa a su exacta observancia, así como expedir los reglamentos autónomos necesarios para la buena marcha de los asuntos estatales;

## Proceso de elección

### Requisitos para asumir el cargo
Según la Constitución, los requisitos para ser gobernador son;
I.- Ser ciudadano morelense por nacimiento;
II.- Tener 35 años cumplidos el día de la elección;

III.- Residir en el territorio del Estado por lo menos un año inmediato anterior a la elección;

### Elección
La elección para designar al gobernador son populares y directas, el gobernador electo entra a ejercer funciones el 1 de octubre del año de la elección y no pueden ser reelegidos para otro mandato, ni con el carácter de interino, provisional, sustituto o encargado del despacho.

## Sucesión

### Falta temporal
Si un gobernador se ausenta hasta por 15 días, será reemplazado por el Secretario de Gobierno. Si la falta es mayor, requerirá aprobación del Congreso.

### Falta absoluta
En caso de que la falta sea absoluta, si ocurre durante los tres primeros años del periodo, el Congreso nombrará a un gobernador interino, y posteriormente convocará a elecciones para designar a un gobernador que complete el sexenio. Si ocurre durante los últimos tres años del periodo, el Congreso designará por mayoría de votos a un gobernador sustituto.